# Sk8er Boi
"Sk8er Boi" (/ˈskeɪtər bɔɪ/, "skater boy") är en låt framförd av den kanadensiska sångerskan Avril Lavigne och den andra singeln från hennes debutalbum Let Go (2002). Låten skrevs av Lavigne och The Matrix (Scott Spock, Lauren Christy och Graham Edwards). Singeln gavs ut i augusti 2002 och nådde plats 10 på Billboard Hot 100, och blev därmed Lavignes andra topp 10-singel i USA.
Låten vann två priser vid Much Music Video Awards 2003: "Best International Video by a Canadian" och "People's Choice: Favorite Canadian Artist".

## Musikvideo
Musikvideon regisserades av Francis Lawrence och hade premiär på den 22 augusti 2002 på TRL på MTV.

## Låtlista
1. "Sk8er Boi" [Album version] – 3:23
2. "Get Over It" [Album version] – 3:27
3. "Nobody's Fool" [Live]  – 3:58
4. "Sk8er Boi" [Musikvideo]

## Listplaceringar
| Lista (2002–03)                   | Högsta position |
| --------------------------------- | --------------- |
| Australien (ARIA Charts)          | 3               |
| Belgien (Ultratip Flandern)       | 7               |
| Belgien (Ultratip Vallonien)      | 23              |
| Danmark (Tracklisten)             | 11              |
| Frankrike (SNEP)                  | 28              |
| Irland (IRMA)                     | 3               |
| Italien (FIMI)                    | 8               |
| Kanada (Canadian Singles Chart)   | 1               |
| Nederländerna (Single Top 100)    | 11              |
| Norge (VG-lista)                  | 14              |
| Nya Zeeland (Recorded Music NZ)   | 2               |
| Schweiz (Schweizer Hitparade)     | 17              |
| Sverige (Sverigetopplistan)       | 12              |
| Storbritannien (UK Singles Chart) | 8               |
| Tyskland (Media Control Charts)   | 18              |
| USA Billboard Hot 100             | 10              |
| Österrike (Ö3 Austria Top 40)     | 7               |